# 埃文斯半島
72°1′S 96°47′W / 72.017°S 96.783°W
埃文斯半島（英語：Evans Peninsula）是南極洲的半島，位於埃爾斯沃思地的瑟斯頓島東北部，處於克特灣和卡德瓦拉德灣之間，長60公里，在1960年2月由美國海軍發現，現時由南極條約體系管理。